# Politische Parteien in Südtirol

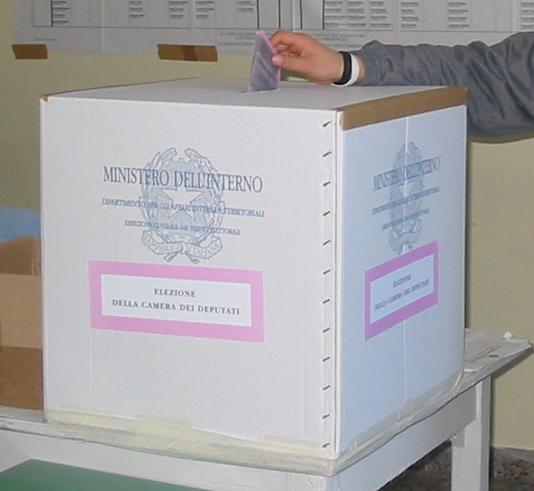
Stimmabgabe eines Wählers bei den italienischen Parlamentswahlen 2006.

Politische Parteien sind Zusammenschlüsse von Menschen, die das Ziel verfolgen, über freie Wahlen politische Macht zu erringen, um ihre materiellen oder ideellen Interessen zu verwirklichen. Aus diesem Grund streben Parteien danach, Führungspositionen in bedeutenden gesellschaftlichen Institutionen zu besetzen (z. B. in staatlichen Gremien, aber auch in formal unpolitischen Vereinen und Verbänden). Parteien sind dadurch wiederum entscheidend am Auf- und Umbau dieser Institutionen beteiligt.
Im öffentlichen Leben erfüllen Parteien drei wesentliche Funktionen:
- sie bündeln Interessen und artikulieren sie in der Öffentlichkeit,
- sie beeinflussen die Auswahl von politischem Führungspersonal,
- sie bestimmen den öffentlichen Diskurs und sorgen dadurch für die Legitimation (manchmal auch für den Legitimationsentzug) eines praktizierten Herrschaftssystems.

In Südtirol agieren politische Parteien seit Mitte des 19. Jahrhunderts auf mehreren institutionellen Ebenen, um Interessen zu formulieren und Ziele umzusetzen, die mit dem gesellschaftlichen Leben der Bevölkerung in dieser Region in Zusammenhang stehen. Seit der zweiten Hälfte des 20. Jahrhunderts kommt dabei den gesetzgebenden Institutionen auf Regional- und Provinzialebene (vor allem dem Südtiroler Landtag) besondere Bedeutung zu. Politische Parteien agieren jedoch auch in den kleineren Dorf- und Stadtgemeinden; und sie artikulieren ihre Interessen auf gesamtstaatlicher und europäischer Ebene, zumal das gesellschaftliche Leben in der Provinz Bozen gleichzeitig Teil der gesellschaftlichen Realität Italiens und Europas ist.

## Kommunen: Gemeinderäte, Gemeindeausschüsse und Bürgermeister
Die Provinz Bozen besteht aus 116 Gemeinden, die je nach Einwohnerzahl über Gemeinderäte unterschiedlichen Mandatsumfangs verfügen. Die Ausführung der Gemeindegesetzgebung obliegt den Gemeindeausschüssen und Bürgermeistern, die den Gemeinderäten gegenüber verantwortlich sind. Gemeinderäte und Bürgermeister werden nach fünfjähriger Amtszeit von den wahlberechtigten Gemeindebürgern neu gewählt.
Vor allem in den ländlich geprägten Kommunen Südtirols ist die Südtiroler Volkspartei (SVP) seit den ersten Gemeinderatswahlen der Nachkriegszeit im Jahr 1952 (mit der Ausnahme Bozens, wo bereits 1948 erstmals gewählt worden war) die stärkste politische Kraft. In den urbanen Gemeinden Bozen, Meran und Leifers herrscht hingegen aufgrund der starken Präsenz von gesamtstaatlichen Parteien zum Teil intensiver politischer Pluralismus.
Speziell seit den Gemeinderatswahlen im Jahr 2005 formierten sich auch in den peripheren, ländlich und deutschsprachig geprägten Gemeinden verstärkt unabhängige Bürgerlisten, die sich bewusst von der SVP abgrenzten und zum Teil von regionalen Oppositionsparteien unterstützt wurden.

## Provinz: Südtiroler Landtag und Südtiroler Landesregierung

### Landtag
Der Südtiroler Landtag ist seit Erlass des Zweiten Autonomiestatus für Südtirol durch das italienische Parlament (1972) das wichtigste Gesetzgebungsorgan der Provinz Bozen, da zahlreiche gesellschaftliche Bereiche seither mit Gesetzen des Landtages geregelt werden können. Bei den Landtagswahlen, die im Fünfjahresrhythmus stattfinden, werden die 35 Mandate des Landtags proportional nach Stimmenstärke der wahlwerbenden Parteien (d. h. unter Anwendung des Verhältniswahlsystems) vergeben.
Für die laufenden Legislaturperiode 2023–28 ergab sich bei den Landtagswahlen 2023 folgende Mandatsverteilung:
Insgesamt 35 Sitze 
- Grüne: 3
- PD: 1
- LC: 1
- TK: 4
- SVP: 13
- SMW: 1
- F: 1
- STF: 4
- JWA: 2
- VITA: 1
- Lega: 1
- FdI: 2
- FF: 1

### Landesregierung
Der Südtiroler Landtag bestätigt mit absoluter Stimmenmehrheit die Mitglieder der Südtiroler Landesregierung. Die Landesregierung sorgt für die konkrete Umsetzung der Landesgesetze, wofür sie über einen entsprechenden Verwaltungsapparat, über weiterführende Entscheidungskompetenzen und die entsprechenden Geldmittel (siehe: Regionale Ebene) verfügt. Gegenwärtig ist die XVI. Landesregierung im Amt, die sich folgendermaßen zusammensetzt:
| Name              | Amt                                | Partei | Sprachgruppe | Ressort |
| ----------------- | ---------------------------------- | ------ | ------------ | --- |
| Arno Kompatscher  | Landeshauptmann                    | SVP    | deutsch      | Autonomie, Außenbeziehungen, Finanzen, Bürgernahe Verwaltung, Gemeinden, Zivilschutz, Bürgerrechte, Chancengleichheit |
| Rosmarie Pamer    | 1. Landeshauptmannstellvertreterin | SVP    | deutsch      | Sozialer Zusammenhalt, Familie, Ehrenamt                                                                              |
| Marco Galateo     | 2. Landeshauptmannstellvertreter   | FdI    | italienisch  | Italienische Bildung, Italienische Kultur, Handel und Dienstleistungen, Handwerk, Industrie                           |
| Daniel Alfreider  | 3. Landeshauptmannstellvertreter   | SVP    | ladinisch    | Ladinische Bildung, Ladinische Kultur, Mobilität, Infrastruktur                                                       |
| Philipp Achammer  | Landesrat                          | SVP    | deutsch      | Deutsche Bildung, Deutsche Kultur, Innovation, Forschung, Museen, Denkmalschutz                                       |
| Magdalena Amhof   | Landesrätin                        | SVP    | deutsch      | Europa, Arbeit, Personal                                                                                              |
| Christian Bianchi | Landesrat                          | Lega   | italienisch  | Hochbau, Vermögen, Grundbuch und Kataster                                                                             |
| Peter Brunner     | Landesrat                          | SVP    | deutsch      | Umwelt-, Natur- und Klimaschutz, Energie, Raumentwicklung, Sport                                                      |
| Ulli Mair         | Landesrätin                        | F      | deutsch      | Wohnen, Sicherheit und Gewaltprävention                                                                               |
| Hubert Messner    | Landesrat                          | SVP    | deutsch      | Gesundheitsvorsorge und Gesundheit                                                                                    |
| Luis Walcher      | Landesrat                          | SVP    | deutsch      | Tourismus, Land- und Forstwirtschaft                                                                                  |

## Region: Regionalrat und Regionalregierung für Trentino-Südtirol
Die Provinz Bozen (Südtirol) bildet seit Inkrafttreten der italienischen Verfassung im Jahr 1948 gemeinsam mit der Provinz Trient die Region Trentino-Südtirol.
Bis 1972 lagen die bedeutendsten Kompetenzen zur Ausgestaltung der verfassungsrechtlich verankerten Regionalautonomie für Südtirol bei der Region. Mit Verabschiedung des Zweiten Autonomiestatuts im italienischen Parlament gingen im Verlauf der 1970er- und 1980er-Jahre zahlreiche Kompetenzen von der Region auf die beiden Provinzen Trient und Bozen über, weshalb den politischen Organen der Region Trentino-Südtirol seit den 1990er-Jahren nur mehr geringe politische Bedeutung zukommt.
Die Gewichtsverschiebung von der Region hin zu den beiden Provinzen zeigt sich am Umfang der Geldmittel, welche den jeweiligen Institutionen zur Verfügung stehen. Für das Jahr 2013 verabschiedete der Südtiroler Landtag ein Ausgabenbudget in Höhe von 4.646.800.000 Euro, der Landtag der Provinz Trient insgesamt 5.157.000.000 Euro, während das Präsidium des gemeinsamen Regionalrats Trentino-Südtirol für das Jahr 2014 nur Gesamtausgaben in Höhe von 33.500.000 Euro veranschlagte.

### Regionalrat
Der Regionalrat Trentino-Südtirol hat seit dem Erlass des Zweiten Autonomiestatus für Südtirol durch das italienische Parlament (1971) stark an politischer Bedeutung verloren. Er setzt sich aus den jeweils 35 Abgeordneten des Südtiroler und des Trentiner Landtags zusammen.

### Regionalregierung
Die aktuelle Regionalregierung Trentino-Südtirol besteht aus folgenden Mitgliedern:
| Name              | Amt                | Partei    | Sprachgruppe |
| ----------------- | ------------------ | --------- | ------------ |
| Arno Kompatscher  | Präsident          | SVP       | deutsch      |
| Giulia Zanotelli  | 1. Vizepräsidentin | LN        | italienisch  |
| Franz Locher      | 2. Vizepräsident   | SVP       | deutsch      |
| Carlo Daldoss     | Regionalassessor   | SVP       | italienisch  |
| Angelo Gennaccaro | Regionalassessor   | La Civica | italienisch  |
| Luca Guglielmi    | Regionalassessor   | Fassa     | ladinisch    |

(Stand März 2024)

## Staatliche Ebene: Italienisches Parlament und Staatsregierung

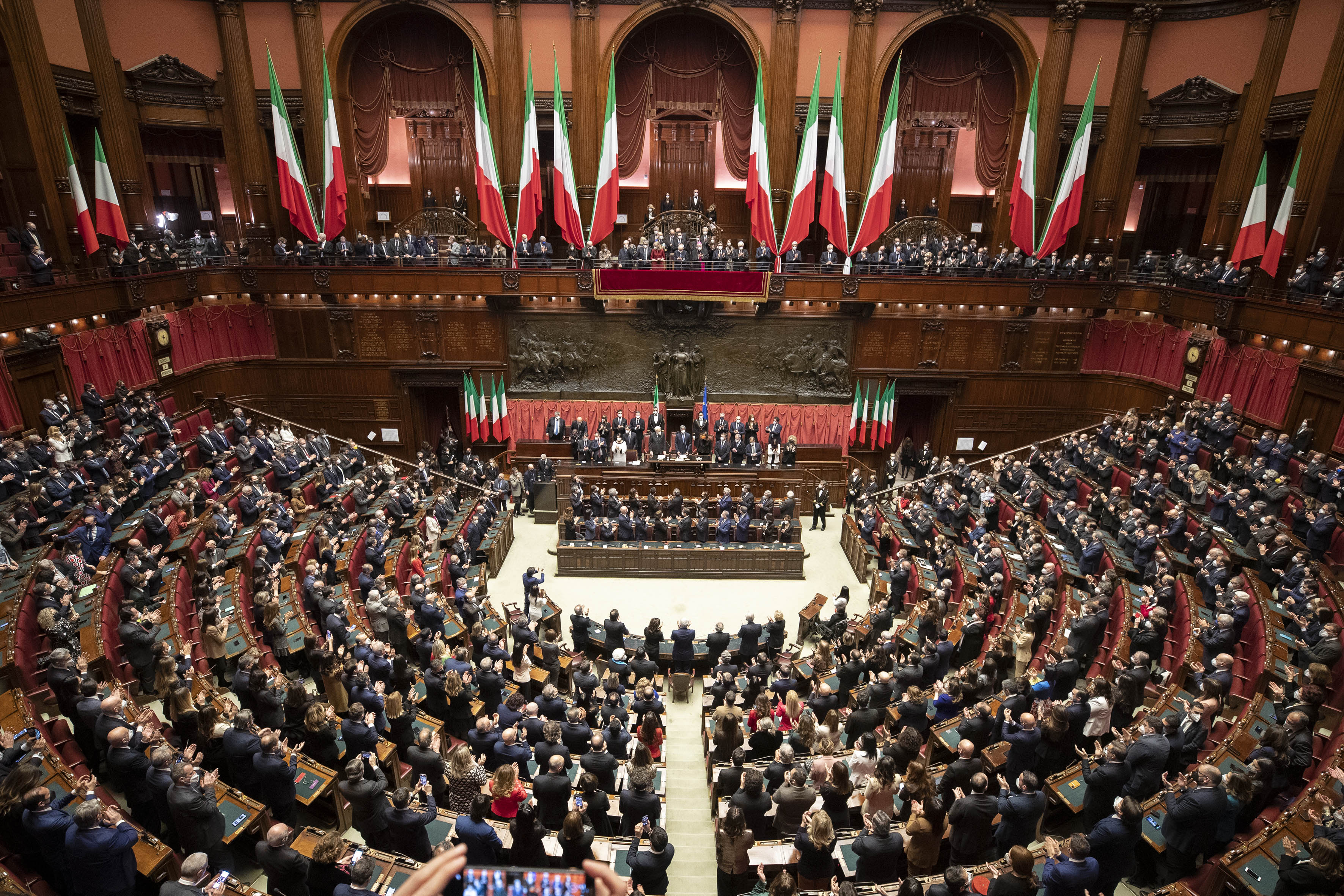
Plenarsaal der italienischen Abgeordnetenkammer. Ihr gehören 630 Mandatare an; 11 davon wurden im Wahlkreis Trentino-Südtirol gewählt.

Das italienische Parlament besteht seit Inkrafttreten der italienischen Verfassung im Jahr 1948 aus zwei gleichwertigen Parlamentskammern, der Abgeordnetenkammer (welcher 400 Mandatare angehören) und dem Senat (der 200 Senatoren zuzüglich einer variablen Zahl an Senatoren auf Lebenszeit umfasst).

### Abgeordnetenkammer
Bei den Parlamentswahlen vom September 2022 wurden folgende sieben Mandatare in der Region Trentino-Südtirol in die Abgeordnetenkammer gewählt (vier in Einerwahlkreisen, drei im regionalen Mehrpersonenwahlkreis):
| Wahlkreis         | Partei            | Abgeordnete        |
| ----------------- | ----------------- | ------------------ |
| Bozen             | SVP               | Manfred Schullian  |
| Brixen            | SVP               | Renate Gebhard     |
| Rovereto          | Lega              | Vanessa Cattoi     |
| Trient            | Fratelli d’Italia | Andrea de Bertoldi |
| Trentino-Südtirol | Fratelli d’Italia | Alessia Ambrosi    |
| Trentino-Südtirol | PD                | Sara Ferrari       |
| Trentino-Südtirol | SVP               | Dieter Steger      |

### Senat
Bei den Parlamentswahlen vom September 2022 wurden folgende drei Mandatare in den Südtiroler Einerwahlkreisen in den Senat gewählt:
| Wahlkreis | Partei | Abgeordnete         |
| --------- | ------ | ------------------- |
| Bozen     | PD     | Luigi Spagnolli     |
| Brixen    | SVP    | Meinhard Durnwalder |
| Meran     | SVP    | Julia Unterberger   |

### Parlamentarische Gesetzgebungskommissionen für Trentino-Südtirol
Die Regionalautonomien für Südtirol und das Trentino beruhen im Kern auf der Summe an Gesetzgebungskompetenzen, die den regionalen Verfassungsinstitutionen (z. B. dem Südtiroler Landtag) von den zentralstaatlichen Regierungs- und Gesetzgebungsorganen (z. B. dem italienischen Parlament) übertragen werden. Mit Inkrafttreten des Zweiten Autonomiestatuts im Jahr 1972 wurden für diesen laufenden Verhandlungs- und Übertragungsprozess zwei ständige Kommissionen gebildet, konkret: die Zwölfer-Kommission für die Region Trentino-Südtirol und die aus Mitgliedern der Zwölfer-Kommission besetzte Sechser-Kommission für die Provinz Bozen.
Die Kommissionen werden paritätisch besetzt, d. h. die Hälfte ihrer Mitglieder werden von der Zentralregierung in Rom ernannt, die zweite Hälfte von den jeweiligen Regional- bzw. Provinzialinstitutionen in Bozen und Trient. Die Zwölfer-Kommission und die Sechser-Kommission sind gesetzlich verpflichtend an den genannten Kompetenzübertragungen beteiligt und nehmen daher eine politische Schlüsselposition ein. Regierungswechsel können die periodische Neubesetzung der Kommissionen mitunter verzögern und deren Arbeit dadurch blockieren. Gegenwärtig sind die Kommissionen folgendermaßen besetzt:
| Mitglieder der Zwölfer-Kommission für die Region Trentino-Südtirol | |
| Mitglieder der Sechser-Kommission für die Provinz Bozen - Eleonora Maines, von der Regierung ernannt - Anton von Walther, von der Regierung ernannt - Alessandro Urzì, von der Regierung ernannt - Dieter Steger, vom Regionalrat ernannt - Meinhard Durnwalder, vom Südtiroler Landtag ernannt - Angelo Gennaccaro, vom Südtiroler Landtag ernannt | Weitere Mitglieder der Zwölfer-Kommission - Maurizio Cataldo, von der Regierung ernannt - Mariano Decarli, von der Regierung ernannt - Marcello Di Francesco Torregrossa, von der Regierung ernannt - Franca Penasa, vom Regionalrat ernannt - Maria Bosin, vom Trentiner Landtag ernannt - Gianfranco Postal, vom Trentiner Landtag ernannt |

### Staatsregierung
Die Regierung der Republik Italien wird seit 1948 im Auftrag des italienischen Staatspräsidenten von einem designierten Ministerpräsidenten gebildet. Für den definitiven Antritt der Amtsgeschäfte bedarf die Regierung der mehrheitlichen Zustimmung beider Parlamentskammern; beide Kammern können der Regierung ihr Vertrauen daraufhin jederzeit wieder entziehen, und sie somit zum Rücktritt zwingen. Die maximale Amtszeit der italienischen Regierung ist an jene des Parlaments gebunden und kann daher fünf Jahre nicht überschreiten.
Seit 1948 waren durchgehend Parteien an der italienischen Regierung beteiligt, die auch in den politischen Institutionen Südtirols vertreten waren. Zu den wichtigsten Regierungsparteien zählen hierbei die Democrazia Cristiana (DC) (für die Jahre 1948 bis 1994) und die Parteienbündnisse rund um Forza Italia bzw. Popolo della Libertà (PdL) sowie L’Ulivo bzw. Partito Democratico (PD). Die stärkste Regionalpartei Südtirols, die Südtiroler Volkspartei (SVP), beteiligte sich bis dato an keiner Regierung, agierte im römischen Parlament seit 1948 aber weitgehend regierungsfreundlich. Bis 1994 sprach die SVP den meisten Regierungen mit DC-Beteiligung ihr Vertrauen aus; seit der Jahrtausendwende unterstützt sie tendenziell die Regierungen der Mitte-links-Parteien um den Partito Democratico.
Politiker aus Südtirol wurden seit 1948 erst einmal mit einem Regierungsamt betraut. Michaela Biancofiore (PdL) bekleidete in der Regierung Letta 2014 für mehrere Monate das Amt eines Staatssekretärs.

## Europäische Union

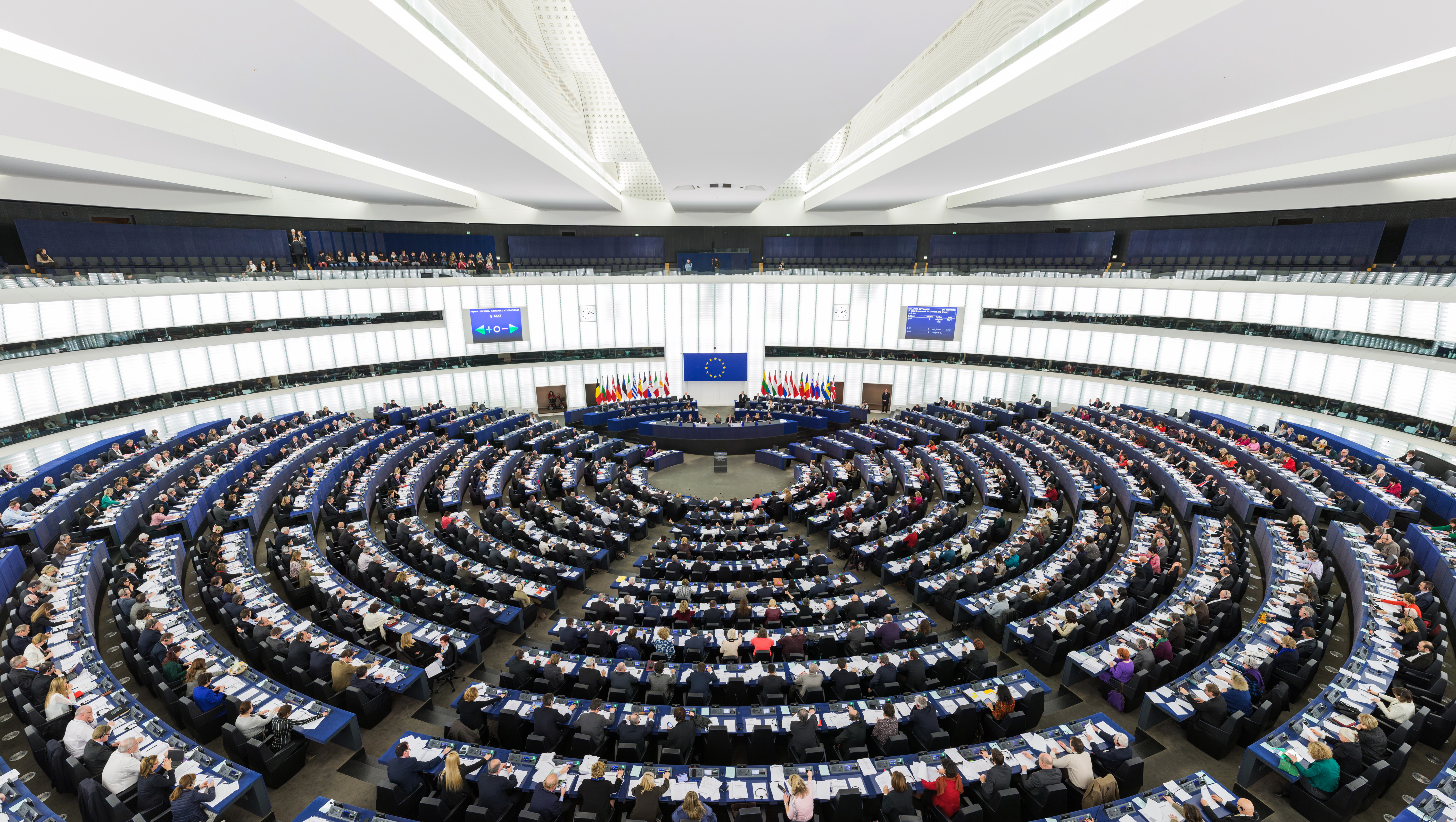
Sitzungssaal des Europäischen Parlaments in Straßburg. Ihm gehören derzeit 754 Mandatare aus 27 Staaten an.

### Europäisches Parlament
Das Europäische Parlament wurde erstmals 1979 von den Bürgern der damaligen EG-Mitgliedsstaaten gewählt. Im Gegensatz zu den nationalen Parlamenten der heutigen EU-Staaten verfügt es allerdings nur über sehr eingeschränkte gesetzgeberische Kompetenzen.
Ehemalige und aktuelle Europaparlamentarier aus der Provinz Bozen
- Joachim Dalsass (SVP) von 1979 bis 1994
- Anselmo Gouthier (Partito Comunista Italiano) von 1979 bis 1984
- Alexander Langer (Verdi/Grüne) von 1989 bis 1995
- Pietro Mitolo (MSI) von 1992 bis 1994
- Michl Ebner (SVP) von 1994 bis 2009
- Reinhold Messner (Grüne, später parteilos) von 1999 bis 2004
- Lilli Gruber (Uniti nell’Ulivo per l’Europa) von 2004 bis 2009
- Sepp Kusstatscher (Verdi Grüne Vërc) von 2004 bis 2009
- Herbert Dorfmann (SVP) seit 2009
- Matteo Gazzini (Lega) von 2022 bis 2024

### Europaregion Tirol-Südtirol-Trentino
Auf Basis von geltenden europäischen Rechtsbestimmungen wurde 1998 die Europaregion Tirol–Südtirol–Trentino (Euregio) gegründet. Die Europaregion verfügt über keine gesetzgeberischen Kompetenzen, sondern erfüllt die Aufgabe, eine angestrebte Zusammenarbeit der historischen Landesteile Tirols (heute Bundesland Tirol, Südtirol, Trentino) im Rahmen der laufenden Europäisierung/Transnationalisierung der Politik zu koordinieren. Bis dato zielt die Zusammenarbeit im Wesentlichen auf die Einwerbung von EU-Fördermitteln für Arbeitsprojekte in der Region ab. Formalrechtlich wurde die Euregio 2011 in einen Europäischen Verbund für territoriale Zusammenarbeit (EVTZ) umgewandelt. Eine ähnliche staatsübergreifende, vorwiegend auf Netzwerkbildung angelegte Institution mit Südtiroler Beteiligung ist die 1989 gegründete Alpenkonvention.

## Vorparlamentarische Interessenvertreter
Politische Parteien fungieren auch als Bindeglied (gatekeeper) zwischen staatlichen Institutionen und der Zivilgesellschaft. Entsprechend stehen sie mit vorparlamentarischen Interessenvertretungen in wechselseitiger, teils enger Verbindung.
Vorparlamentarische Interessenvertretungen können dabei unabhängig von Parteien aus der Zivilgesellschaft heraus entstehen (als Nichtregierungsorganisationen). Diese Interessenvertretungen beschränken sich in der Regel darauf, für ihr zentrales Anliegen bei einer oder mehreren Parteien Lobbyismus zu betreiben, um die Verwirklichung ihres Vorhabens zu erreichen. Gut organisierte Massenparteien können demgegenüber eigene Vorfeldorganisationen ins Leben rufen, um die Rekrutierung von Sympathisanten für die Partei zu intensivieren und ihrerseits in der Zivilgesellschaft Bewusstseinsbildung zu spezifischen Themen voranzutreiben.
Interessenvertretungen agieren grundsätzlich auf der Ebene der Informationsvermittlung und Netzwerkbildung, bieten in manchen Fällen aber auch (unentgeltliche) Dienstleistungen an. Mitunter können sich spezielle Dienstleister (etwa in der Sozialfürsorge) durch ihre gesellschaftliche Schlüsselposition zu bedeutenden Interessenvertretungen entwickeln. In Südtirol sind zahlreiche Interessenvertretungen aktiv, die zum Teil über eine große Anzahl an Mitgliedern verfügen, und in unterschiedlicher Form und Intensität mit politischen Parteien in Verbindung stehen:
- Arbeit und Wirtschaft: Unternehmerverband Südtirol, Gewerkschaftsbünde (CGIL, CISL, UIL, ASGB), Südtiroler Bauernbund, Genossenschaften (Raiffeisenverband Südtirol, Lega Coop), Südtiroler Handwerkerverband, Hotelier- und Gastwirteverband, hds
- Kultur und Bildung: Südtiroler Kulturinstitut, Kolpingwerk Südtirol, Azione Cattolica, Südtiroler Schützenbund, Comunanza Ladina de Bulsan, Südtiroler HochschülerInnenschaft, ARCI Bolzano, CasaPound Bolzano, Freimaurerlogen des Dachverbandes Grande Oriente d’Italia[4]
- Kinder- und Jugendarbeit: Kinderfreunde Südtirol, Südtiroler Jugendring, Südtiroler Jugendzentren, Verein für Kinderspielplätze und Erholung (VKE)
- Sozialfürsorge: Caritas, La strada/Der Weg, Bewegung für das Leben
- Umweltschutz: Legambiente, WWF Bolzano, Dachverband für Natur- und Umweltschutz in Südtirol
- Sport und Freizeit: Alpenverein Südtirol, Club Alpino Italiano, Verband der Sportvereine Südtirols, Unione Società Sportive Altoatesine
- Politische Interessenvertretungen: Initiative für mehr Demokratie, Convivia (Verein für Bürgerrechte, das Zusammenleben der Südtiroler Sprachgruppen und die Überwindung des ethnischen Proporz).

## Historische Parteien und Politische Bewegungen
Es werden nur jene Gruppierungen gelistet, die seit 1948 im Südtiroler Landtag vertreten waren oder den politischen Wettbewerb in der Provinz relevant beeinflussten.

### Im liberalen Italien (1919–1922)
- Deutscher Verband (1919–1926)
- Sozialdemokratische Partei Deutsch-Südtirols (1919–1923)

### In der Zeit von Faschismus und Nationalsozialismus (1922–1945)
| Autoritäre Parteien: - Partito Nazionale Fascista (1921–1943) - Völkischer Kampfring Südtirols (1933–1945) | Demokratischer Widerstand: - Andreas-Hofer-Bund (1939–1945) - Comitato di Liberazione Nazionale (1943–1945) |

### Aufbau der Regionalautonomie in der Zeit des Kalten Krieges (1946–1994)
| (Zeitweise) Regierungsparteien: - Südtiroler Volkspartei (1945– ) - Democrazia Cristiana (1945–1993) - Partito Repubblicano Italiano (1946– ) - Partito Socialista Democratico Italiano (1945–1994) - Partito Socialista Italiano (1945–1994) | Oppositionsgruppierungen: - Partito Comunista Italiano/Kommunistische Partei Italiens (1945–1991) - Movimento Sociale Italiano (1946–1995) - Partito Liberale Italiano (1946–1994) - Befreiungsausschuss Südtirol (1956–1968) (außerparlamentarisch) - Sozialdemokratische Partei Südtirols (1946–1948 / 1973–1983) - Tiroler Heimatpartei (1964–1968) - Soziale Fortschrittspartei Südtirols (1966–1978) - Partei der Unabhängigen (1973–1987) - Freiheitliche Partei Südtirols (1987–1989) - Neue Linke/Nuova Sinistra (1978–1983) - Alternative Liste für das andere Südtirol/Lista alternativa per l'altro Sudtirolo/Pësc (1983–1988) - Wahlverband des Heimatbundes (1983–1989) |

### Parteien der 1990er-Jahre und der Jahrtausendwende (1995–)
| (Zeitweise) Regierungsparteien: - Südtiroler Volkspartei (1945–) - Unione Democratica Altoatesina (1993–2008) - Partito Democratico della Sinistra (1991–2007) - Partito Democratico (2007–) - Lega Nord (1993–) | Parlamentarische Oppositionsparteien: - Union für Südtirol (1989–2018) - Die Freiheitlichen (1992–) - Forza Italia (1993–2008) - Ladins (1993–2003) - Alleanza Nazionale (1995–2008) - Verdi Grüne Vërc (1995–) - Unitalia (1996–2013) - Popolo della Libertà (2008–2013) - Süd-Tiroler Freiheit (2008–) - L’Alto Adige nel cuore (2013–) - MoVimento 5 Stelle (2013–) - Team K (2018–) |